# Osoje (Posušje)
Pour les articles homonymes, voir Osoje.
Osoje (en cyrillique : Осоје) est un village de Bosnie-Herzégovine. Il est situé dans la municipalité de Posušje, dans le canton de l'Herzégovine de l'Ouest et dans la fédération de Bosnie-et-Herzégovine. Selon les premiers résultats du recensement bosnien de 2013, il compte 713 habitants.

## Géographie
Le village est situé au sud-ouest de Posušje, au bord de la rivière Topala.

## Démographie

### Évolution historique de la population dans la localité
| 1948 | 1953 | 1961 | 1971 | 1981 | 1991 | 2013 |
| ---- | ---- | ---- | ---- | ---- | ---- | ---- |
| -    | -    | 651  | 667  | 655  | 634  | 713  |

|  |